# Daniel Kaiser (Komponist)
Daniel Michael Kaiser (* 1976 in Hamm als Daniel Michael Dickmeis) ist ein deutscher Filmkomponist.

## Leben
Daniel Michael Kaiser wurde in jungen Jahren in Klavier und Schlagwerk ausgebildet und war als E-Bassist aktiv. 1996 bis 2002 absolvierte er ein Schlagwerk-Studium an der Hochschule für Musik Detmold. Zu jener Zeit erfolgten die ersten Filmmusik-Kompositionen, hier vorerst für Kurzfilme. Ab 2003 folgte ein zweijähriges Engagement als Schlagwerker beim Stadttheater Bremerhaven. 2005 bis 2009 erfolgte ein Filmmusik-Kompositionsstudium an der Filmhochschule »Konrad Wolf« in Babelsberg. Seit dieser Zeit ist er als Komponist tätig, überwiegend für Fernsehfilme und Hörspiele. Nach seiner Eheschließung führt er nicht mehr den Nachnamen Dickmeis, sondern Kaiser. Mit diesem Namen erscheint er zum ersten Mal im Vorspann von dem Tatort: Freies Land.
Neben seinen Kompositionen für Film und Hörspiel arbeitet Kaiser auch an Werken für den Konzertsaal; sein Stück „White, Vanishing“, für das er als künstlerischer Gast des Alfred-Wegener-Instituts im Jahr 2022 nach Ny-Ålesund auf der norwegischen Insel Spitzbergen gereist ist, wurde im November 2022 am Oldenburgischen Staatstheater uraufgeführt. Während seines Aufenthaltes auf der Forschungsstation erstellte er Schwarzweiß-Fotografien mit einer historischen Lochkamera, die in dem Bildband was gewesen sein wird veröffentlicht wurden.

## Filmografie (Auswahl)
- 2011: Nacht ohne Morgen
- 2012: Tatort: Fette Hunde
- 2013: Die Frau von früher
- 2013: Tatort: Borowski und der Engel
- 2014: Monsoon Baby
- 2015: Tatort: Freddy tanzt
- 2015: Herr Lenz reist in den Frühling
- 2016: Sag mir nichts
- 2016: Hedda
- 2018: Spätwerk
- 2018: Tatort: Freies Land
- 2019: Tatort: Borowski und das Glück der Anderen
- 2019: Tatort: Die ewige Welle
- 2021: Tatort: Wo ist Mike?
- 2021: Lieber Thomas
- 2022: Tatort: Flash
- 2024: Tatort: Lass sie gehen

## Hörspiele
- 2015: Kruso – Lutz Seiler (Romanvorlage), Hörspielbearbeitung: Ulrich Gerhardt, Regie: Ulrich Gerhardt, Produktion: MDR[6]
- 2019: Die Roofe – Autor: Matthias Karow, Regie: Steffen Moratz, Produktion Deutschlandfunk Kultur.